# Apanteles dolichocephalus
Apanteles dolichocephalus är en stekelart som beskrevs av Muesebeck 1921. Apanteles dolichocephalus ingår i släktet Apanteles och familjen bracksteklar. Inga underarter finns listade i Catalogue of Life.